# Белен (Север-Па де Кале)
Белен (фр. Bellaing) насеље је и општина у североисточној Француској у региону Север-Па де Кале, у департману Север која припада префектури Валансјен.
По подацима из 2011. године у општини је живело 1185 становника, а густина насељености је износила 346,49 становника/km². Општина се простире на површини од 3,42 km². Налази се на средњој надморској висини од 42 m (максималној 47 m, а минималној 21 m).

## Демографија
| 1962. | 1968. | 1975. | 1982. | 1990. | 1999. | 2011. |
| ----- | ----- | ----- | ----- | ----- | ----- | ----- |
| 941   | 1.225 | 1.298 | 1.555 | 1.335 | 1.305 | 1.185 |

График промене броја становника у току последњих година